# Comuna Sfântu Gheorghe, Ialomița
Sfântu Gheorghe este o comună în județul Ialomița, Muntenia, România, formată din satele Butoiu, Malu și Sfântu Gheorghe (reședința).

## Așezare
Comuna se află în centrul județului, pe malul stâng al râului Ialomița. Este străbătută de șoseaua națională DN2A, care leagă Slobozia de Urziceni. Prin comună trece și calea ferată Urziceni-Slobozia, pe care este deservită de stația Malu.

## Demografie
Componența etnică a comunei Sfântu Gheorghe
     Români (94,62%)
     Alte etnii (0,33%)
     Necunoscută (5,05%)
Componența confesională a comunei Sfântu Gheorghe
     Ortodocși (93,81%)
     Alte religii (1,03%)
     Necunoscută (5,16%)
Conform recensământului efectuat în 2021, populația comunei Sfântu Gheorghe se ridică la 1.841 de locuitori, în scădere față de recensământul anterior din 2011, când fuseseră înregistrați 2.038 de locuitori. Majoritatea locuitorilor sunt români (94,62%), iar pentru 5,05% nu se cunoaște apartenența etnică. Din punct de vedere confesional, majoritatea locuitorilor sunt ortodocși (93,81%), iar pentru 5,16% nu se cunoaște apartenența confesională.

## Politică și administrație
Comuna Sfântu Gheorghe este administrată de un primar și un consiliu local compus din 11 consilieri. Primarul, Petru-Mădălin Teculescu[*], de la Partidul Național Liberal, este în funcție din 2016. Începând cu alegerile locale din 2024, consiliul local are următoarea componență pe partide politice:
|  | Partid                          | Consilieri | Componența Consiliului | Componența Consiliului | Componența Consiliului | Componența Consiliului | Componența Consiliului |
|  | ------------------------------- | ---------- | ---------------------- | ---------------------- | ---------------------- | ---------------------- | ---------------------- |
|  | Partidul Național Liberal       | 5          |                        |                        |                        |                        |                        |
|  | Partidul Social Democrat        | 4          |                        |                        |                        |                        |                        |
|  | Alianța pentru Unirea Românilor | 1          |                        |                        |                        |                        |                        |
|  | Alianța Dreapta Unită           | 1          |                        |                        |                        |                        |                        |

## Istorie
La sfârșitul secolului al XIX-lea, pe teritoriul actual al comunei funcționa în plasa Câmpul a județului Ialomița comuna Malu, formată din satele Malu, Cioara și Broștenii Vechi, cu o populație totală de 1092 de locuitori. În comună funcționau trei școli mixte (câte una în fiecare sat) și trei biserici (câte una în fiecare sat). Anuarul Socec din 1925 consemnează comuna în plasa Urziceni a aceluiași județ, având în compunere satele Broștenii Vechi, Butoiu, Cioara, Malu, Principesa Maria și Fundu-Crăsani (conținând, așadar, și sate ale fostei comune Fundu-Crăsani, desființată), având 3156 locuitori. În 1931, a apărut și comuna Sfântu Gheorghe, prin separarea satului Sfântu Gheorghe, el însuși recent apărut, din comuna Balaciu; comuna Malu avea atunci în compunere satele Malu și Butoiu.
În 1950, comunele au fost arondate raionului Urziceni din regiunea Ialomița, apoi (după 1952) din regiunea Ploiești și (după 1956) din regiunea București. În 1968, ele au fost comasate în comuna Sfântu Gheorghe, comună ce a revenit la județul Ialomița, reînființat.

## Monumente istorice
Patru obiective din comuna Sfântu Gheorghe sunt incluse în lista monumentelor istorice din județul Ialomița ca monumente de interes local. Trei dintre ele sunt monumente de arhitectură: conacul Florescu (datând din secolul al XIX-lea) din satul Malu, biserica „Adormirea Maicii Domnului” (1837) a fostului schit Malu din același sat, și casa cu cârciumă și salon Vasilica Anescu și Elena Radu (secolul al XIX-lea) din satul Sfântu Gheorghe. Un al patrulea monument, crucea de piatră din 1851 de la ieșirea din satul Sfântu Gheorghe către satul Butoiu, este clasificată drept monument memorial sau funerar.